# 沙莱 (维埃纳省)
沙莱（法語：Chalais，法語發音：[ʃalɛ]）是法国新阿基坦大区维埃纳省的一个市镇，属于沙泰勒罗区。

## 地理
沙莱（46°58'43"N, 0°6'5"E）面积14.87 平方千米，位于法国新阿基坦大区维埃纳省，该省份为法国中西部省份，北起曼恩-卢瓦尔省和安德尔-卢瓦尔省，西接德塞夫勒省，南至夏朗德省，东南接上维埃纳省，东临安德尔省。
与沙莱接壤的市镇（或旧市镇、城区）包括：昂格利耶、拉罗什里戈、盧丹、穆泰尔勒西利。

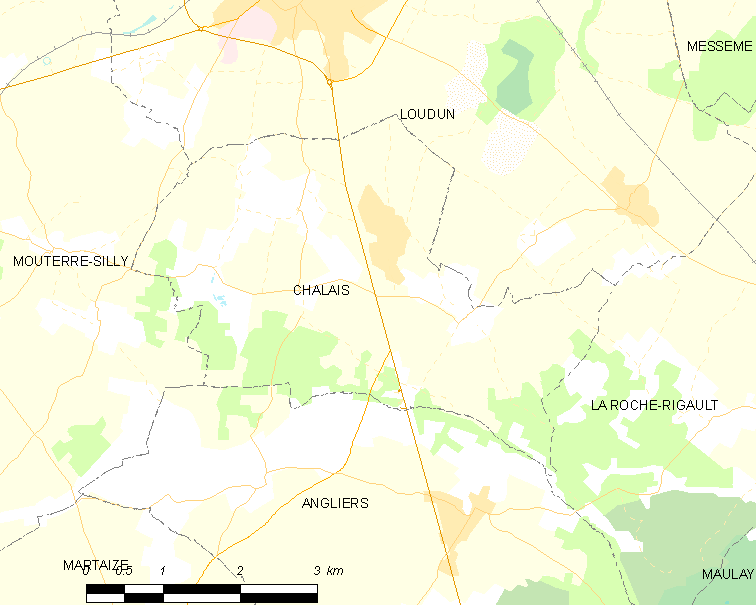
的OSM定位图

沙莱的时区为UTC+01:00、UTC+02:00（夏令时）。

## 行政
沙莱的邮政编码为86200，INSEE市镇编码为86049。

## 政治
沙莱所属的省级选区为卢丹县。

## 人口

1962-2008年间人口变化图示

沙莱于2022年1月1日时的人口数量为474人。